# ديزج رضا قلي بيغ
ديزج رضا قلي بيغ هي قرية في مقاطعة هشترود، إيران. عدد سكان هذه القرية هو 875 في سنة 2006.